# Diadegma ungavae
Diadegma ungavae är en stekelart som beskrevs av Walley 1967. Diadegma ungavae ingår i släktet Diadegma och familjen brokparasitsteklar. Inga underarter finns listade i Catalogue of Life.